# Michel Heine
Pour les autres membres de la famille, voir Famille Heine.
Michel Heine est un banquier français né à Bordeaux le 19 avril 1819 et mort à Paris 8e le 10 novembre 1904.

## Biographie
Cousin du poète Heinrich Heine, Michel Heine est le fils de Isaac Heine (ca 1767-1828), marchand venu de Hanovre, devenu négociant et banquier à Bordeaux, et de Mérian (dite Judith Jeanne) Michel.  
Il épouse le 5 avril 1853 à La Nouvelle-Orléans Amélie Marie Céleste Miltenberger (25 mai 1832 - 12 mai 1915), fille de l'architecte Joseph Alphonse Miltenberger et de Marie Céleste Dorfeuille, issue d'une famille notable de Louisiane qui avait construit trois hôtels particuliers reliés entre eux, rue Royale à Paris. Elle est réputée pour sa beauté et passe pour être l'une des femmes en vue à la cour de Napoléon III ; elle est l'amie de l'impératrice Eugénie. 
Ils ont pour enfants :
- Marie Alice (10 février 1858 - 22 décembre 1925), qui épouse en premières noces en 1875 Marie Odet Richard Armand Chapelle de Jumilhac (1847-1880), 7e duc de Richelieu. Veuve, elle se remarie le 30 octobre 1889 avec le prince Albert Ier de Monaco ;
- Paul Henri (6 août 1860 - 20 septembre 1878) ;
- Isaac Georges (26 octobre 1861 - 3 juin 1928), banquier de la Maison Heine et Cie qui est nommé (VIIe siège) régent de la Banque de France à partir du 29 janvier 1914 jusqu'à son décès. Célibataire, il est père de deux enfants naturels ; l'un décédé jeune et l'autre - Robert Heine (20 mars 1919 - 8 octobre 1987) - dont la mère est Nicole Thouvenel (22 septembre 1879-1957), la petite-fille d'Édouard Thouvenel.

### Vie professionnelle
Après un long séjour aux États-Unis, Michel Heine revient en France avec son épouse et emménage dans un hôtel particulier à Paris au 21 avenue Hoche. Durant son séjour à Mexico, il fonde en 1866 la Banco de México, établissement privé auquel l'empereur Maximilien donne privilège d'émission de billets.
Associé avec son frère aîné - Heyman dit Armand Heine (en) (19 août 1817 - 9 novembre 1883) - à la maison de banque Fould, il fonde les Maisons ouvrières. En 1883, la société en nom collectif devient la banque A. et M. Heine qui fusionne en 1966 avec le Crédit privé, lui-même absorbé par la banque Rothschild, nationalisée à son tour en 1992.
Il est régent de la Banque de France (XIIIe siège) à partir du 30 janvier 1890 jusqu'à sa mort. La salle à manger du gouverneur de la Banque de France est ornée de quatre tapisserie des Flandres du début du XVIIIe siècle - dont les anciennes bordures  servent de cantonnières aux fenêtres de la pièce - provenant de l'hôtel d'une dame Heine, "mère d'un régent de la Banque" (reprod. coul. dans Trésors de la Banque de France - Histoire et richesses de l'hôtel de Toulouse, 1993, pp. 100 et 101).
Administrateur de la Compagnie parisienne de gaz, président de la Compagnie d'assurances Le Soleil, administrateur de la Banque impériale ottomane (dont il est membre du Comité parisien de 1888 à 1904), et chevalier de la Légion d'honneur, il est pendant un temps le protecteur de Sarah Bernhardt qui le surnomme alors son cochon doré .
À partir de 1877, Michel Heine acquiert le domaine de Richelieu (Indre-et-Loire) dont son gendre avait hérité ; il entreprend de le reconstituer en remettant en état le parc et en faisant restaurer le pavillon des communs. Il est inhumé auprès des siens dans le caveau familial attenant au domaine.